# Pariser Luftfahrtschau

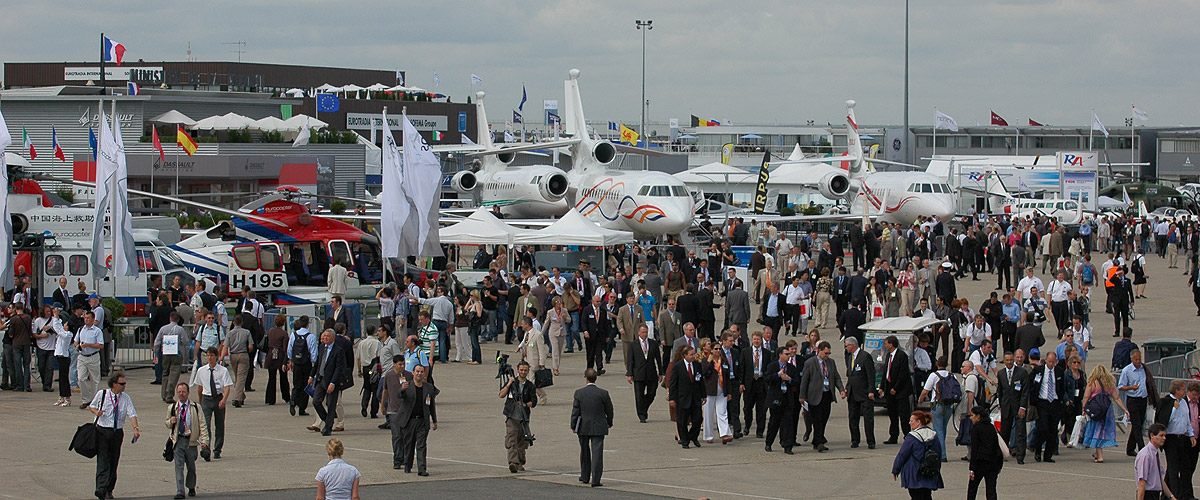
Die Pariser Luftfahrtschau im Jahr 2007

Die Pariser Luftfahrtschau oder Pariser Aérosalon (französisch Salon international de l’aéronautique et de l’espace, englisch International Paris Air Show) ist eine internationale Luftfahrtmesse auf dem Flughafen Le Bourget bei Paris. Die Messe mit zahlreichen Ausstellungsstücken findet alle zwei Jahre (alle Jahre mit ungeraden Jahreszahlen seit 1949) im Juni, stets im Wechsel mit der Farnborough International Airshow und der Internationalen Luft- und Raumfahrtausstellung Berlin statt.
Die Pariser Flugschau ist eine kommerzielle Veranstaltung, die vom Groupement des industries françaises aéronautiques et spatiales (GIFAS) organisiert wird. Sie ist eine der wichtigsten Luftfahrtmessen der Welt. Während der Messe werden oft in großem Umfang Käufe, Bestellungen und Vorbestellungen zwischen Flugzeugbetreibern, Airlines und Herstellern geschlossen.

## Geschichte

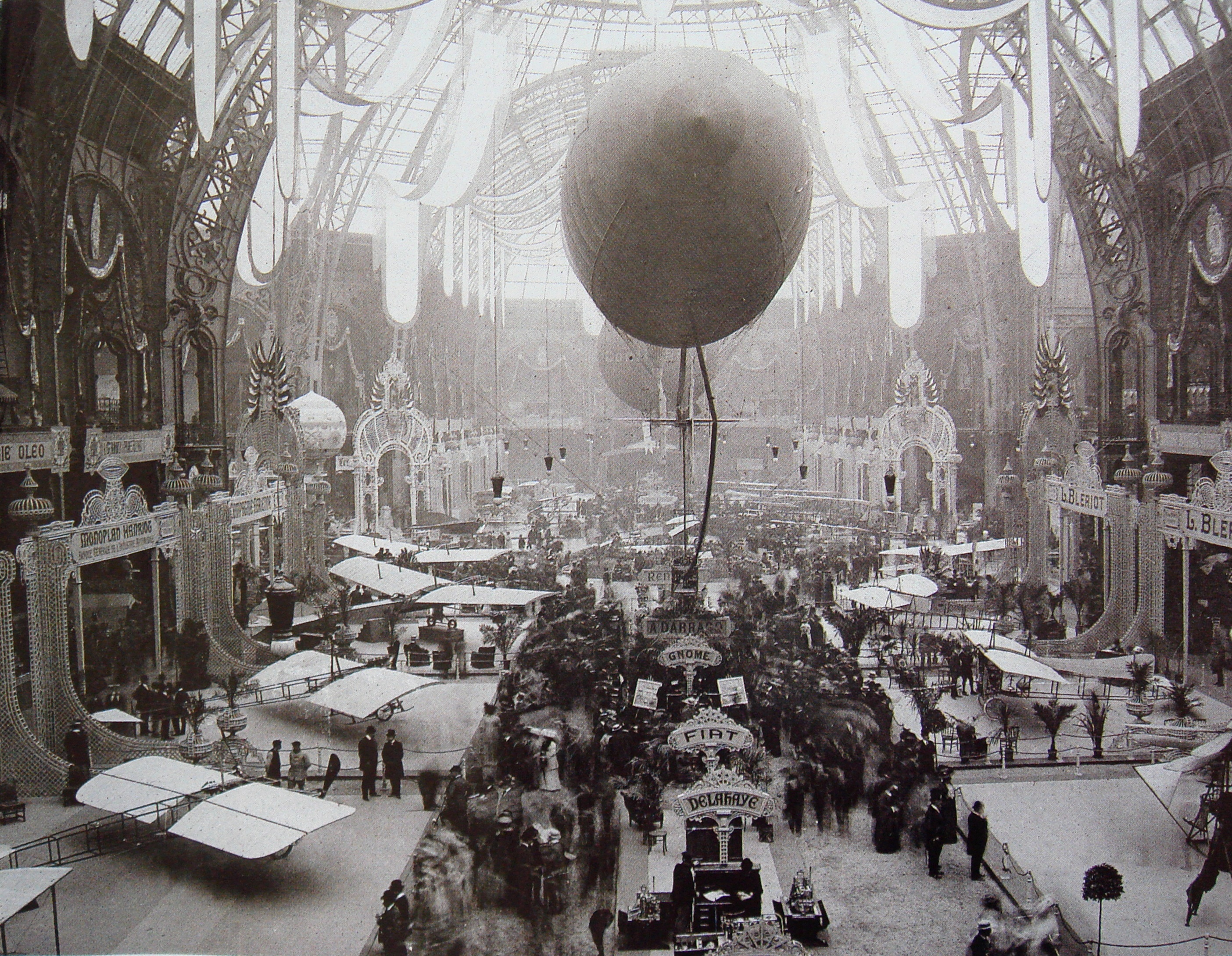
Salon de la locomotion aérienne, 1909, Grand Palais, Paris

Die Geschichte der Pariser Luftfahrtschau reicht bis ins erste Jahrzehnt des 20. Jahrhunderts zurück:
Im Jahre 1908 fand eine Luftfahrtausstellung im Rahmen der seit 1898 regelmäßig veranstalteten Pariser Automobilausstellung statt. Aus diesen Anfängen entwickelte sich die erste eigenständige Pariser Luftfahrtschau, die am 25. September 1909 erstmals als „Exposition Internationale de la Locomotion Aérienne“ eröffnet wurde. Veranstalter war die „Chambre Syndicale des Industries Aéronautiques“.
Während des Ersten Weltkriegs wurde der Aerosalon von 1914 bis 1918 ausgesetzt. Bis 1924 wurde die Veranstaltung alljährlich durchgeführt, ab diesem Jahr wurde auf dem 9. Salon ein Zweijahresrhythmus eingeführt, der auch heute noch beibehalten wird. 1938 übernahm die „Union Syndicale des Industries Aéronautiques“ die Rolle des Veranstalters. Durch den Zweiten Weltkrieg wurde die Luftfahrtschau von 1939 bis 1945 wiederum unterbrochen.
Bis 1949 fand die Messe im Grand Palais statt. Beim 18. Salon im Jahre 1949 wurde erstmals während der Messe eine Flugschau auf dem Flughafen Orly durchgeführt; dadurch bedingt verschob sich der Termin auf den Frühling, eine Änderung, die ebenfalls bis in die heutige Zeit reicht. Seit dem 20. Salon 1953 dient der Flughafen Le Bourget als Veranstaltungsort. Ab 1959 wurde die Ausstellung durch eine Raumfahrtsektion ergänzt; seit dem 26. Salon 1963 trägt die Veranstaltung ihren heute gültigen Namen.
Der 53. Salon du Bourget, ursprünglich geplant vom 21. bis 27. Juni 2021, fand nicht statt. Der erste Salon nach der COVID-19-Pandemie startete im Juni 2023.

## Unfälle
- 1961, 3. Juni: Eine Convair B-58A der US Air Force (Kennzeichen 59-2451) stürzte bei einer Flugvorführung unter dem Kommando des USAF-Piloten Elmar Murphy aus niedriger Höhe ab. Alle drei Besatzungsmitglieder kamen ums Leben.[3]
- 1965, 15. Juni: Eine B-58A (59-2443) setzte beim Landeanflug vor der Piste auf, streifte einen Mast des Instrumentenlandesystems und fing Feuer. Der USAF-Pilot Charles D. Tubbs hatte sich in Zeitnot durch die kurz bevorstehenden Flugvorführungen für eine Überlastlandung ohne Treibstoffschnellablass entschieden und dabei die Landebahn im zu kurzen Anflug verfehlt. Tubbs wurde getötet, die beiden anderen Besatzungsmitglieder überlebten verletzt.[4]
- 1967, 4. Juni: Der stellvertretende Kommandeur Didier Duthoit des Kunstflugteams Patrouille de France kam ums Leben, als seine Fouga CM.170 Magister außer Kontrolle geriet.[5]
- 1973, 3. Juni: Die erste Serienmaschine (CCCP-77102) der sowjetischen Tupolew Tu-144S demontierte während ihrer Flugvorführung unter dem Kommando von Michail Koslow nach einem unerwarteten Sturzflug und stürzte brennend auf den Pariser Vorort Goussainville. Alle sechs Insassen sowie acht Personen am Boden wurden getötet.[6]
- 1977, 3. Juni: Am Eröffnungstag des Aérosalons stürzte eine Fairchild-Republic A-10A (75-0294, s/n 43) durch den letzten einer Serie von drei zu tief geflogenen Loopings ab. Der Cheftestpilot von Fairchild Howard W. Nelson verstarb wenig später im Rettungshubschrauber während des Flugs ins Krankenhaus.[7][8]
- 1989, 8. Juni: Eine vom Testpiloten Anatoli Kwotschur gesteuerte Mikojan-Gurewitsch MiG-29A (Blaue 10, s/n 2960522971) stürzte während einer Vorführung ab, nachdem sie bei einem in niedriger Höhe mit großem Anstellwinkel langsam ausgeführten Vorbeiflug den Ausfall des rechten Triebwerkes durch Vogelschlag erlitt. Dem Piloten gelang es noch, die Maschine von den Zuschauern wegzusteuern, dann rettete er sich aus extremer Fluglage und in geringer Höhe mit dem Schleudersitz K-36D.[9]
- 1999, 12. Juni: Eine russische Suchoi Su-30MKI (Blaue 01, s/n 96310104003) hatte nach einer zu spät ausgeleiteten Abwärtsspirale eine Grundberührung. Trotz des Tailstrikes stieg die Maschine mit brennendem rechten Triebwerk bis zu dessen Totalausfall. Als der Steigflug in etwa 50 m Höhe bei hohem Anstellwinkel endete, löste der Suchoi-Testpilot Wjatscheslaw Awerinow die Schleudersitze K-36D-3.5 für sich und seinen Kopiloten aus. Beide Piloten blieben unverletzt. Die Maschine stürzte in geringer Entfernung zu Boden und brannte völlig aus.[10][11]